# Попов, Василий Андреевич
Василий Андреевич Попов (14 января 1918 — 27 августа 2011) — военный лётчик, Герой Советского Союза.

## Биография
Родился (1) 14 января 1918 года в селе Ивановка, ныне Курьинского района Алтайского края, в семье крестьянина Андрея Терентьевича. Окончил семилетнюю школу. Работал учётчиком в совхозе, счетоводом на строительстве железной дороги на станции Поспелиха Алтайского края. Не смог поступить в Иркутский авиационный институт и с 1936 года учился в Иркутской железнодорожной технической школе. В 1938 году окончил Иркутский аэроклуб. С ноября 1938 года в Красной Армии. До октября 1939 года обучался в Читинской военной авиационной школе лётчиков, в 1940 году окончил Батайскую военную авиационную школу лётчиков. Служил в строевых частях ВВС Белорусского военного округа.
С июня 1941 года на фронтах Великой Отечественной войны. Лётчик 161-го истребительного авиационного полка на Западном фронте. В сентябре — октябре 1941 года — лётчик 187-го истребительного авиационного полка на Западном фронте. 5 октября 1941 года сбит в воздушном бою, спасся на парашюте, несколько дней был в госпитале. В октябре 1941 — августе 1942 годов — командир звена 41-го истребительного авиационного полка (ПВО города Москвы и Волховский фронт). В апреле 1942 года был сбит второй раз, спасся на парашюте. Участвовал в оборонительных боях в Белоруссии, битве за Москву и обороне Ленинграда. Совершил 220 боевых вылетов на И-16, МиГ-3 и Як-1, в 52 воздушных боях сбил лично 4 и в составе группы 10 самолётов противника.
В августе 1942 — октябре 1945 годов был командиром звена 2-го авиационного полка 1-й перегоночной авиационной дивизии Гражданского воздушного флота. Перегнал с Аляски 265 американских самолётов, поставляемых в нашу страну по Ленд-лизу. После войны продолжал служить в ВВС. С октября 1945 года служил в строевых частях ВВС в Группе Советских войск в Германии. С марта 1947 года — заместитель командира, с декабря 1948 года — командир эскадрильи 53-го гвардейского истребительного авиационного полка в Прибалтийском военном округе.
Весной 1948 года участвовал в высокоширотной экспедиции «Север-2» в составе группы из 3-х истребителей Ла-11: перелёт Москва — мыс Шмидта (Чукотка) в 8500 километров, испытания Ла-11 в условиях Крайнего Севера, в том числе впервые в истории авиации были выполнены посадки истребителя на дрейфующие льды. Весной 1949 года участвовал в высокоширотной экспедиции «Север-4» в составе группы из 6 Ла-11: перелёт Москва — остров Диксон в 6000 километров, продолжение испытаний Ла-11 на Севере. 6 декабря 1949 года командир эскадрильи 53-го гвардейского истребительного авиационного полка гвардии капитан В. А. Попов за выполнение заданий по освоению полётов в условиях Арктики удостоен звания Героя Советского Союза.
В 1951 году окончил Высшие офицерские лётно-тактические курсы (Таганрог). Командовал авиаэскадрильей, был помощником командира авиаполка в Белоруссии и Мурманской области. С января 1954 года в морской авиации на Северном флоте. В 1957 году окончил курсы усовершенствования офицерского состава при Военно-воздушной академии. Командовал авиационным полком, был заместителем командира авиационной дивизии Северного флота. Освоил реактивные истребители МиГ-15, МиГ-17, МиГ-19, Як-25. Военный лётчик 1-го класса.
С женой Ириной Полиевктовной познакомился в 1946 году во время стоянки под Ярославлем; воспитали с ней троих сыновей. С июля 1960 года гвардии полковник В. А. Попов в запасе, жил в Ярославле. Работал техником, старшим инженером, начальником сектора авиационных шин конструкторского отдела Шинного завода. Писал стихи.

## Награды
Награждён орденами Ленина (1944, 1949), Красного Знамени (1942), Отечественной войны 1-й степени (1985), Красной Звезды (1941, 1943, 1953, 1955); 6 медалями. Мундир с наградами украли в середине 1980-х годов.